# Livada de vișini
Livada de vișini (anterior Livada cu vișini) este o piesă de teatru în 4 acte a dramaturgului rus Anton Cehov. 
Este ultima piesă scrisă de Cehov și a fost reprezentată în premieră pe 17 ianuarie 1904 la Teatrul de Artă din Moscova, cu mai puțin de 6 luni înainte de moartea autorului.

## Personaje
Principalele personaje ale piesei sunt:
- Liubov Andreevna Ranevskaia – o proprietară de pământ
- Ania – fiica ei de 17 ani
- Varia – fiica ei adoptivă de 24 ani
- Leonid Andreevici Gaev – fratele lui Ranevskaia
- Charlota Ivanovna – guvernanta casei
- Ermolai Alekseevici Lopahin – un cumpărător
- Boris Borisovici Simeonov-Pișcik – un alt proprietar de pământ
- Peter Sergheievici Trofimov – un student.

## Editări în România
- Cehov, Anatoli, Livada cu vișini, tradus de R. Teculescu, București, 1948: Editura: Cartea Rusă, p. 230;
- Cehov, Anatoli, Livada cu vișini, București, 2008: Editura: Minerva, p. 230, ISBN 978 973 210-914-4;